# Conferentie van Valburg

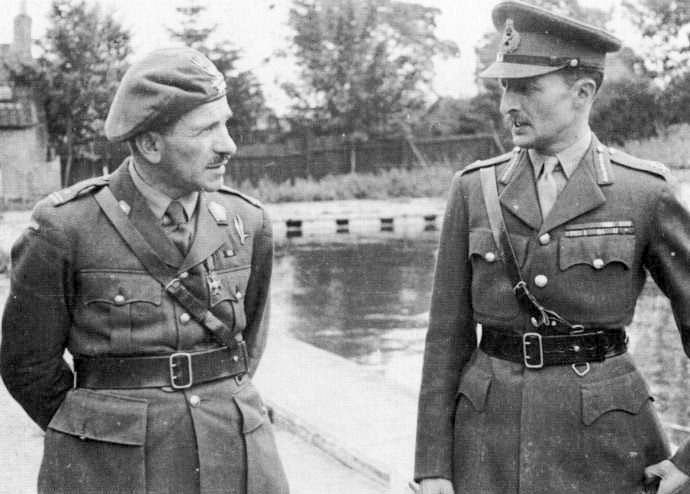
Sosabowski en Browning

De Conferentie van Valburg was een bespreking in Valburg op zondag 24 september 1944 over het opgeven van de Operatie Market Garden door de generaals van het Britse 30e Legerkorps. Hier viel het doek voor de Slag om Arnhem, een van de beroemdste veldslagen in de Tweede Wereldoorlog. Hieronder staat het getuigenverslag van de Poolse officier Jerzy Dyrda.

## Inleiding
Jerzy Dyrda was luitenant van de Poolse strijdkrachten en verbonden aan de Staf van de Poolse 1e Onafhankelijke Parachutistenbrigade. In september 1944 was hij verbindingsofficier tijdens de Slag om Arnhem en adjudant van generaal-majoor Stanisław Sosabowski, de commandant van Poolse Brigade.
In december 1940 kwam Jerzy Dyrda als jong officier bij de eenheid die later zou uitgroeien tot de Poolse 1e Onafhankelijke Parachutistenbrigade. In maart 1944 werd hij valscherminstructeur in het zuiden van Engeland. In juli 1944 werd hij Air Liaison Officer en toegevoegd aan de staf van de Brigade. Hoewel hij officier van de staf was meldde hij zich als vrijwilliger voor inzet bij de eerste para lift. Dyrda werd bevelhebber voor de sprong van de eerste groep Poolse parachutisten. Met deze groep sprong ook Sosabowski boven Driel. Na de landing was hij officier van bijzondere diensten en de adjudant van generaal-majoor Sosabowski.
Na de Tweede Wereldoorlog gingen tienduizenden Poolse soldaten in ballingschap. Conform de afspraken van de Conferentie van Jalta viel Polen onder Sovjet-Russische invloedssfeer. Het IJzeren Gordijn werd in Europa getrokken en Polen lag aan de oostelijke kant van die barrière. Terugkeer naar communistisch Polen bracht voor Poolse militairen die in het Westen tegen nazi-Duitsland streden, groot risico met zich mee. Zie het artikel van Dr. Mark Ostrowski. Desondanks ging Dyrda terug naar zijn vaderland. Zijn terugkeer naar het communistische Polen moest Jerzy Dyrda bekopen met negen jaar strafgevangenis.
Dit is zijn relaas. Dyrda geeft een gedetailleerd ooggetuigenverslag van de Valburg Conferentie op zondag 24 september 1944.

Zondag 24 september 1944 was de achtste dag sinds het begin van de Operatie Market Garden. In de ochtend lag ik op de dijk aan de zuidoever van de Rijn bij Oosterbeek. In de voorgaande nacht hadden Poolse eenheden opnieuw geprobeerd de overkant van de rivier te bereiken. Als waarnemer onderzocht ik welke veranderingen er in onze posities waren. Vooral echter wilde ik weten of de Duitsers hun stellingen die nacht hadden veranderd. Een ordonnans bereikte me en zei: "Luitenant, u moet onmiddellijk bij de generaal komen". Toen ik vroeg wat er aan de hand was, antwoordde de ordonnans dat er Britse generaals in Driel waren geweest voor een gesprek met onze commandant. Ik spoedde mij naar ons hoofdkwartier.
Het hoofdkwartier van de Poolse Brigade was in een boerderij. Na mijn aankomst zei generaal Sosabowski me een stengun en een paar handgranaten te halen. We zouden direct naar Valburg gaan voor een onderhoud met luitenant-generaal Brian Horrocks, de commandant van het 30e Legerkorps, het Britse landleger. Er kwam een Britse jeep aanrijden. De bestuurder stapte uit en vertrok naar zijn eenheid in het zuiden. Terwijl ik naar de jeep keek, herinnerde ik me de vorige dag. Toen waren kolonel Mackenzie en kolonel Myers van de 1e Luchtlandingsdivisie naar het hoofdkwartier van het Britse 30e Legerkorps gegaan. Bij hun vertrek kregen zij te horen dat het zonder escorte te gevaarlijk zou zijn. Daarom kregen zij twee Dingo-verkenners en twee pantserwagens mee. Op de terugweg verloren zij in een schermutseling met de Duitsers één pantserwagen. Ik was er niet erg gerust op, maar de gedachte dat een jeep sneller en handelbaarder is dan een pantserwagen gaf me vertrouwen.
De vaste chauffeur van Sosabowski was sergeant Juhas. Hij was van de compagnie genie. Juhas werd beschouwd als een dolle chauffeur. Ik hield er niet van met hem mee te rijden. Maar dit keer was ik blij dat hij de bestuurder was. Generaal Sosabowski klom naast Juhas in de jeep. Onze Britse verbindingsofficier kolonel Stevens en ik kregen een plekje achterin. In dit terrein en met het gevaar dat we liepen: Juhas werd wild. Op volle snelheid reed hij over de smalle wegen, vaak met een snelheid van meer dan 70 km/h. Op één punt vlogen de kogels van een Duitse patrouille ons om de oren. Wij konden de greephandvatten niet loslaten om terug te schieten. Loslaten zou betekenen dat we uit de jeep zouden worden geslingerd.
Ik was verrast dat generaal Sosabowski naar de conferentie moest komen. Generaal Horrocks had zijn orders toch immers in Driel aan Sosabowski kunnen geven. De Duitsers konden onze brigade opnieuw aanvallen. Waarom dan de bevelhebber weghalen? Ik opperde dat de nachtelijke oversteek van de rivier nu uiteindelijk op grote schaal zou worden gepland. Steun aan de 1st Airborne Divisie was immers broodnodig. Maar generaal Sosabowski bromde slechts een onduidelijk antwoord, en ik begreep dat mijn veronderstelling onjuist was. Ik moest me concentreren op de komende ontmoeting. Generaal Sosabowski had mij die ochtend laten halen. Voor deze conferentie had hij niet zijn adjudant kapitein Sieczkowski gevraagd. Een man die op een Engelse universiteit had gestudeerd. Dus moet hij de redenen van de conferentie hebben gekend. Duidelijk was dat de conferentie niet gemakkelijk zou worden. Waarschijnlijk had de ochtendbespreking met generaal Horrocks geen goede wending genomen.

De hele weg zagen we nergens boten of pontons, hoewel wij er steeds naar uitkeken. Vrij snel bereikten we kort vóór Valburg het hoofdkwartier van de Britse 43e Divisie. De militaire politie leidde ons naar een grote tent op een weide. Voor de tent stond een tiental Britse generaals en brigadegeneraals, alsof ze op ons wachtten. Sosabowski meldde zich bij generaal Horrocks. Onmiddellijk merkte ik op dat de begroeting zeer formeel was. Horrocks vroeg Sosabowski om de tent binnen te gaan. De conferentie zou meteen beginnen. Sosabowski vroeg of hij zijn adjudant als tolk in de conferentie kon meenemen. Onmiddellijk antwoordde Horrocks, "Oh nee, dat is niet nodig. U spreekt goed Engels. Vanochtend heb ik toch nog ik met u gesproken". Opnieuw drong Sosabowski aan. Op de conferentie zal over belangrijke zaken worden beslist en mogelijk zal hij niet alles voldoende snel kunnen begrijpen. Horrocks negeerde het verzoek van Sosabowski en liep snel weg in de richting van de tent.
Tijdens vele conferenties en persoonlijke gesprekken was ik altijd de tolk van Sosabowski, en nooit werd mijn aanwezigheid overbodig geacht. Plots herinnerde ik me de koele begroeting door Horrocks. Ik was confuus over de onverschillige manier waarop hier een commandant die rechtstreeks uit de frontlinie aan de Rijn komt wordt ontvangen. Temeer was ik verbaasd omdat het Britse 30e Legerkorps al zes dagen geleden de Rijn had moeten bereiken en die vertraging blijkbaar van weinig belang was. Nog steeds begreep ik de reden van een dergelijke ontvangst niet. Ik vroeg me af waarom Horrocks geen andere Poolse officier bij de conferentie wilde hebben. Ik vond geen geruststellend antwoord. Dus ging ik naar luitenant-generaal Sir Frederick Browning, die ik goed kende omdat ik altijd zijn besprekingen met Sosabowski vertaalde, en ik vroeg: "Sir, u kent mijn generaal. Denkt u niet dat het beter zou zijn als ik tijdens de conferentie vertaal?" Generaal Browning die me altijd vriendelijk had behandeld, gaf geen antwoord. Hij knikte slechts en ging naar Horrocks. Horrocks kon een verzoek van Browning niet weigeren.
Toen wij in de tent binnengingen, hadden tot mijn verrassing alle Britse generaals en brigadegeneraals demonstratief hun stoelen aan één kant van de lange tafel. Alleen generaal Sosabowski kreeg een stoel aan de andere kant van de tafel. Zelfs kolonel Stevens, onze Britse verbindingsofficier, ging zitten aan de kant van de Britse officieren. Zonder twijfel was dit een afgesproken demonstratie tegen Sosabowski. Horrocks zat tegenover Sosabowski met naast zich Browning en Thomas, de commandant van de 43e Wessex Divisie. Generaal Sosabowski ging zitten en zei me om naast hem te gaan zitten. Toen Horrocks dat zag zei hij, "Nee, de luitenant kan achter uw stoel staan". Ik begreep dit de reactie was van Horrocks nu hij aan het verzoek van Browning gehoor had moeten geven.

De gehele conferentie zag er vreemd en onwerkelijk uit. Het leek niet op een vergadering van officieren van geallieerde legers. Het had meer van een zitting van een krijgsraad. Met aan één kant de rechters, en tegenover hen in zijn eentje de beklaagde. Luitenant-generaal Horrocks opende de conferentie en verklaarde dat overeenkomstig de orders van luitenant-generaal Sir Miles Dempsey, de bevelhebber van het 2e Britse Leger, er een sterk Brits bruggenhoofd aan de noordkant van de Rijn is gevormd. In lijn hiermee zullen er nog dezelfde avond twee eenheden de rivier oversteken. De commandant van de 43e Wessex Divisie generaal-majoor Thomas zal het bevel voeren over beide crossings. Waarop luitenant-generaal Horrocks het woord gaf aan generaal Thomas.
Generaal Thomas stond op. Het contrast tussen hem en generaal Sosabowski kon niet groter zijn. Net als de andere Britse officieren zag generaal Thomas eruit als om door een ringetje te halen. Rode kraag patten, keurig gesteven en gestreken uniform en prachtig gepoetste laarzen. Generaal Sosabowski was vier dagen daarvoor geparachuteerd in Driel. Hoewel hij netjes geschoren was, zag hij er sjofel uit in zijn battledress. De hele tijd sinds hij uit Engeland vertrokken was had Sosabowski zijn battledress niet uitgehad. Elke nacht had hij maar een paar uur geslapen. Natuurlijk was hij vermoeid.
Generaal Thomas verklaarde dat er deze avond om tien uur twee oversteken zijn. De belangrijkste oversteek zal door zijn 4e Bataljon Dorsets bij de aanlegsteiger van de veerboot Driel-Heveadorp worden uitgevoerd. Een paar uur later zou blijken dat niet een compleet Brits bataljon moest worden geofferd, maar slechts de helft van Dorsets de Rijn over moest. In feite ging minder dan de helft van Dorsets de rivier over. Maar dat wisten we toen nog niet. Generaal Thomas vervolgde zijn uitleg. De Dorsets nemen alle munitie en voedsel mee voor de 1e Airborne Divisie aan de andere kant van de rivier. Na de Dorsets volgt op dezelfde plaats het 1e Poolse Bataljon Parachutisten. De resterende eenheden van de Poolse Brigade zullen ook de rivier oversteken, en wel om 22.00 uur op de plek waar andere Poolse eenheden de Rijn voorheen in de nacht waren overgestoken. Het commando voor beide oversteken is in handen van brigadegeneraal Walton, de bevelhebbende officier van de Britse 130e Infanterie Brigade. De boten zullen door de 43e Divisie worden geleverd. Daarmee beëindigde generaal Thomas zijn uiteenzetting.
Ik was met stomheid geslagen door deze zo korte en oppervlakkige uitleg. Generaal Thomas gaf geen informatie die nodig was voor het organiseren van de oversteken. Er was geen toelichting hoeveel boten er zouden komen, van welk type, hoeveel militairen in één boot gaan, wie hen zou roeien: de geniesoldaten of de parachutisten zelf. En vooral ontbrak wanneer de boten bij de oversteekplaatsen zullen aankomen. Niets over rookgordijnen. Geen woord of er artilleriesteun zal zijn, direct of indirect. Dekken de tanks de oversteken met hun geschut, komt er vuursteun bij één of bij beide oversteken? En in het bijzonder, wat gaat er later gebeuren? Wanneer begint het grote offensief om de troepen aan de overkant van de rivier te ontzetten? Niets werd gezegd over deze belangrijke vragen. Mogelijk was dat Horrocks deze informatie met Sosabowski deelde toen hij in Driel was. Maar dan zou de komst van Sosabowski naar Valburg onnodig zijn geweest.

Op dat moment begreep ik deze vreemde conferentie. Het was geen operationele bespreking maar zuiver een formaliteit. Slechts bedoeld om Sosabowski te provoceren en te zorgen dat Sosabowski zou weigeren. De Britten wisten dat Sosabowski niet lichtzinnig met de levens van zijn mannen omsprong. Bij een enkele weigering van Sosabowski zou de conferentie direct kunnen worden beëindigd. Het complete falen van het Britse 30e Legerkorps zou dan eenvoudig de Polen in de schoenen worden geschoven. Ik had geen twijfel meer over het doel van de conferentie. Wat mij vooral raakte was de ruwe en onceremoniële wijze waarop ons 1e Bataljon Parachutisten onder het bevel van Sosabowski werd weggehaald. Thomas had dezelfde rang als Sosabowski en hij nam zonder enige verklaring een bataljon uit handen van Sosabowski. In zulke gevallen eist de Engelse hoffelijkheid dat met enige argumenten de directe schending van militaire routine wordt verklaard. Temeer omdat Thomas niet hoger in rang was dan Sosabowski. Thomas zou ten minste moeten zeggen: "Het is slechts voor de oversteek, of de militaire situatie eist het. Na de oversteek komt het bataljon weer onder uw bevel." Of woorden van gelijke strekking. Generaal Thomas deed dat niet en ik vroeg me af waarom hij dat niet deed. Elke Engelsman zou dat immers gedaan hebben.
De lezer dient te bedenken dat dit geen overdreven eis van militair fatsoen van de zijde van de Polen was. Een gelijkaardig incident had zes dagen eerder plaatsgevonden tussen de brigadegeneraals Philip Hicks en Sir John Hackett van de 1st Airborne Divisie, ook langs de Rijn. In dat geval had Hackett sterk bezwaar gemaakt tegen het weghalen van een bataljon om het aan een andere brigade toe te voegen. Meer en meer was ik overtuigd dit een geplande actie tegen generaal Sosabowski was.

Er was nog een andere ernstige kwestie. De zweefvliegtuigen van de Poolse Brigade landden met onze zware wapens samen met de 1st Airborne Divisie op de noordoever van de Rijn, een groot deel van één Pools bataljon was in de afgelopen twee nachten de Rijn overgestoken, en nu haalt Thomas een ander bataljon onder het bevel van Sosabowski weg. Er ontstond een nieuwe situatie. Sosabowski was fier op de Poolse Brigade waarover hij het bevel voerde. Hij had de Brigade gevormd en opgeleid. En nu bleef hem nog het bevel over één bataljon. Zelfs als alle eenheden van onze Brigade aan de andere kant van de rivier waren, zouden de Poolse parachutisten in direct gevecht met de Duitsers zo verspreid blijven onder de 1st Airborne Divisie, dat Sosabowski nooit zijn Brigade weer tot één gevechtseenheid zou kunnen samenvoegen. De slagkracht van de Polen zou versnipperd blijven tot de hele situatie grondig veranderd zou zijn. Ik kreeg de indruk dat de generaals van het 30e Legerkorps precies daar op aanstuurden.
Op dat ogenblik was ik er zeker van dat de generaals van het 30e Legerkorps verwachtten dat Sosabowski sterk bezwaar zou maken tegen de orders van Thomas. Zij konden dan aanvoeren dat de bekende onafhankelijke opstelling van Sosabowski en zijn kritische vragen verdere samenwerking blokkeerden en het onmogelijk maakte om efficiënte hulp te bieden aan de Britse parachutisten op de noordoever van de Rijn. Temeer omdat de Poolse Brigade de zuidoever van Rijn bezet hield.
De Britse generaals van het 30e Legerkorps droegen de last van de - naar hun mening - reeds verloren operatie. Zij wisten dat het in grote mate was veroorzaakt door hun omzichtigheid en hun traagheid van oprukken. Volgens de Operationele Richtlijn M 525 van veldmaarschalk Sir Bernard Montgomery van 14 september moest, ongeacht wat er op de flanken gebeurde, de doorstoot naar het noorden snel en hevig zijn en gericht op het in handen krijgen van de bruggen. Daarom deed Montgomery aan generaal Browning de toezegging dat het Britse 2e Leger op de tweede dag van de operatie in Arnhem zal zijn. Ook luitenant-generaal Horrocks beloofde aan een hoge officier van de 1st Airborne Divisie dat het 30e Legerkorps bijna gelijktijdig met de 1st Airborne Divisie in Arnhem zal zijn. De mogelijkheid van tegenslag en mislukking negerend, zei Horrocks: "You'll be landing on the top of our heads". Ook het aanvalsplan van het 30e Legerkorps bepaalde dat Arnhem op 19 september om 15.00 uur door het landleger zou worden bereikt. En nu was het zondag 24 september, de achtste dag van Market Garden en niet de beloofde tweede dag.

Generaal Thomas deelde eenvoudig mee dat generaal Sosabowski, de bevelhebber van een elitebrigade, ondergeschikt werd aan brigadegeneraal Walton, een jonge infanteriegeneraal. Ik realiseerde me dat dit een flagrante schending van militaire hiërarchie was. De onafhankelijkheid van onze brigade was het meest gevoelige punt voor Sosabowski. De Britten weigerden om onze brigade over te vliegen naar Polen voor inzet tijdens de Opstand van Warschau in augustus. Net als onze soldaten wist Sosabowski dat het niet goed ging in Warschau. Ik begreep dat hij een tweede provocatie niet zou accepteren. Ik koos ervoor om deze provocerende order niet te vertalen.
Generaal Sosabowski was, door het botweg onder zijn bevel weghalen van zijn 1e bataljon, al zo geïrriteerd dat hij slechts naar mijn vertaling en niet meer naar de woorden van generaal Thomas luisterde. Generaal Sosabowski hoorde eerst veel later over die tweede provocatie. Ik had geen kans om hem dat meteen na de conferentie te vertellen omdat hij toen de hele tijd met generaal Browning samen was. Ook na de lunch was er geen tijd om hem over mijn incompleet vertalen in te lichten. Ik denk dat Sosabowski over die ondergeschiktheid aan Walton pas na de oorlog kennisnam. In geen van zijn drie boeken vermeldt hij het. De twee eerdere pogingen om onze brigade ondergeschikt te maken beschreef hij in detail in al zijn boeken. Sosabowski protesteerde in beide gevallen onmiddellijk. De lezer dient te bedenken dat van alle Poolse eenheden – ruim 240.000 soldaten - die onder Brits bevel in het westen streden, onze brigade de enige eenheid was met het uitsluitende doel om te strijden op Pools grondgebied.

Ik was verrast door wat er gebeurde. Dit was de eerste maal in mijn lange ervaring dat ik een dergelijk gedrag van Britse officieren zag. Daarvoor had ik slechts hoffelijkheid, vriendelijkheid en altijd een correcte houding bij de Engelsen getroffen. Na de speech van Thomas viel er een korte stilte. Niemand wilde een vraag of stellen of iets zeggen. Toen stond generaal Sosabowski op om te spreken. Ik vertaalde. Sosabowski begon met het beschrijven van de situatie op de noordoever van de Rijn. Al acht dagen vochten de Britse parachutisten geheel alleen. Zij hadden zware verliezen geleden, meer dan twee derde van hun gevechtssterkte en zij waren geen divisie meer. Op een strook niemandsland van 300 meter aan de zuidzijde bij de rivier na waren de para’s omsingeld. Zij werden voortdurend aangevallen en beschoten met artillerie. Zij waren uitgeput en hadden gebrek aan alles, vooral aan munitie, voedsel, kleding en zelfs aan drinkwater. Daarom is directe hulp bitter nodig. Westerbouwing, de tientallen meters hoge oeverwal tegenover de veerstoep bij Driel, is bezet door sterke Duitse eenheden en vanuit deze positie, overheersen de Duitsers een groot gedeelte van de rivier. Daarom zou een oversteek op die plaats niet moeten worden geprobeerd. Bovendien zal een oversteek van slechts één Brits bataljon en de resterende eenheden van de Poolse Brigade de algemene situatie op de noordelijke rivieroever onvoldoende ten goede veranderen.
Opnieuw benadrukte Sosabowski dat een oversteek bij de veerstoep geen enkele kans van slagen heeft. Precies daar zijn de sterkste posities van de Duitsers. Generaal Urquhart kent het tactische belang van Westerbouwing en zonder twijfel probeert hij om die hoogte in te nemen. Wanneer zijn parachutisten daarin niet slagen, zal één bataljon dat bovendien van de andere rivieroever komt, zeker geen kans van slagen hebben. Maar de afgelopen dagen – zo ging Sosabowski voort – had hij zorgvuldig de Duitse posities op de noordoever geobserveerd en was hij tot de conclusie gekomen dat de Duitsers op dit moment geen reserves meer hadden, er geen versterkingen in Arnhem aankwamen, en zelfs een tekort aan munitie was. Poolse patrouilles en informatie van Nederlanders bevestigen dat er een paar mijl ten het westen van Westerbouwing geen sterke Duitse eenheden zijn. Slechts een rivieroversteek op drie of vier plaatsen tegelijk en meer naar het westen dan de plaats van het pontveer kan slagen. Ook zal alleen een krachtige aanval door een gehele Divisie samen met de resterende eenheden van de Poolse Brigade de situatie op de noordoever van de Rijn veranderen.
Aan het eind van zijn pleidooi benadrukte Sosabowski nogmaals dat gelijktijdige oversteken op vier plaatsen meer naar het westen een succesvolle oversteek op ten minste twee of drie plaatsen zal opleveren. Als u echter een dergelijke rivieroversteek op grote schaal niet kunt of wilt realiseren – zo voegt hij toe - dan is de enige optie de terugtrekking van de parachutisten van de noordoever. Natuurlijk overwoog generaal Sosabowski absoluut geen terugtrekking van de noordelijke Rijnoever. Dat zou de mislukking van de gehele Operatie Market Garden betekenen. Hij wilde echter dat de generaals van het Britse 30e Legerkorps zich realiseerden dat er buiten zijn voorstel geen alternatief is. Sprekend over zijn 1e bataljon parachutisten, meldde Sosabowski slechts dat hij als brigadebevelhebber het beste kan bepalen welke van zijn bataljons de rivier met Dorsets moeten oversteken. Het lot van een van zijn bataljons werd op dat moment voor hem ondergeschikt aan zijn doel om niet nog eens een belangrijke slag met de Duitsers te verliezen. Weer eens toonde Sosabowski dat hij grote militaire belangen kon afwegen en dat voor hem slechts één zaak van belang was: dat Arnhem op de Duitsers werd veroverd.

Zonder enige aarzeling stond generaal Thomas op. Terwijl hij de argumenten en het voorstel van Sosabowski compleet negeerde, verklaarde generaal Thomas dat de oversteek om 22:00 uur moest beginnen zoals door hem bevolen. De boten zullen beschikbaar zijn, en de orders moeten worden uitgevoerd. Ik vertaalde deze hooghartige mededeling. Op dat moment kon Sosabowski niet langer kalm blijven. Hij stond op en nam zelf het woord in het Engels. Zijn Engels verbeterde in gelijke tred met zijn woede. Bij nagenoeg alle luchtlandingsoperaties die de Britten voorafgaand aan Market Garden planden, had Sosabowski de Britse officieren gewaarschuwd om de Duitsers niet te onderschatten. Wetende dat zijn analyse juist was en dat zijn plan om de Rijn op meerdere plaatsen tegelijk over te steken uitvoerbaar was, was juist hij het die de jongere Britse generaals ervan probeerde te overtuigen dat Market Garden nog kon worden gewonnen.
De gedachte nogmaals door de Duitsers te worden verslagen, juist in deze fase van de oorlog, met aan geallieerde zijde een overwicht aan artillerie, tanks en vliegtuigen, was voor hem als beroepsofficier ondragelijk. Onder alle aanwezige generaals was hij veruit de meest ervaren commandant. Reeds vóór de oorlog was hij professor aan de Militaire Academie in Warschau geweest, en ook vóór de oorlog reeds voerde hij het bevel over Poolse regimenten, terwijl generaal Horrocks, de bevelhebber van het 30e Legerkorps, in mei 1940 bij Duinkerke het bevel voerde over een bataljon. Het compleet negeren van zijn op kennis en ervaring gebaseerde analyse kwetste Sosabowski diep.

Generaal Sosabowski wilde tot elke prijs de generaals van het 30e Legerkorps ervan overtuigen dat Arnhem kon worden veroverd. Hij gaf nooit gemakkelijk zijn plannen op. Aangezien Horrocks en Thomas koppig aan hun vooraf uitgedachte plan vasthielden en pertinent weigerden om het voorstel van Sosabowski zelfs maar in overweging te nemen, besloot hij hen te choqueren. Weer stond Sosabowski op en zei: "The crossing at the ferry-site cannot meet with success. You won't gain anything by this way. You will only sacrifice your soldiers. Moreover, only one battalion will not change the situation". Thomas probeerde hem te onderbreken. Sosabowski verloor zijn kalmte en voegde woedend toe: "But remember that since eight days and nights not only Polish soldiers but also the best sons of England are dying there in vain, for no effect." Op dat moment kwam Horrocks generaal Thomas te hulp. Terwijl hij zowel Sosabowski als Thomas in de rede viel, riep hij: ‘The conference is over. The orders given by General Thomas will be carried out’. En terwijl hij zich omdraaide naar Sosabowski, voegde hij toe: "And if you, General, do not want to carry out the orders given to you, we shall find another commander for the Polish Para Brigade, who will carry out our orders ". Op dat ogenblik betreurde ik het dat Sosabowski me niet had toegestaan om te vertalen. Maar ik begreep hem. Hij wist dat mijn meer diplomatieke manier van vertalen geen enkel effect zou hebben gehad, en hier ging het om de levens van militairen. Dit was uiterst belangrijk voor Sosabowski. Hij had een groot gevoel van verantwoordelijkheid voor het leven van soldaten.
Ik realiseerde me dat deze conferentie gevolgen voor onze Poolse brigade zal hebben, en vooral ook voor generaal Sosabowski. Toen Sosabowski de tent uitliep, zag hij generaal Thomas instructies geven voor onze brigade aan kolonel Stevens, onze Britse verbindingsofficier. Sosabowski ging naar hen toe, maar Thomas negeerde hem volledig. Nadat Generaal Thomas zijn orders aan Stevens gegeven had, liep hij weg zonder Sosabowski een hand te geven, of zelfs maar een korte hoofdknik.

Generaal Browning, die tijdens de gehele conferentie geen woord gezegd had, kwam naar Sosabowski toe en nodigde hem uit voor de lunch in Nijmegen. Na het incident met generaal Thomas, was Sosabowski aangenaam verrast met de uitnodiging van Browning, vooral omdat hij nog hoop had om generaal Browning te overtuigen van zijn plan voor een rivieroversteek op grote schaal. In Nijmegen ging Browning met Sosabowski naar hun mess nadat zij mij bij de mess voor de jongere officieren hadden afgezet. Generaal Sosabowski zei me dat hij me na de lunch zal ophalen om terug te gaan naar Driel.
Na een meer dan uur kwam Sosabowski in een nieuwe stafauto terug. Het viel me op dat hij tamelijk gespannen was en even later vertelde hij me dat een grote oversteek van de Rijn onmogelijk is omdat er niet voldoende boten ter beschikking zijn. Met een grimmig genoegen vertelde hij me dat hij Browning had gezegd wat hij van deze achteloosheid vond. Hij had generaal Browning gezegd dat een Poolse officier, als hij met zijn eenheid slechts één rivier over moest, laat staan zes grote waterhindernissen, zeker niet zou vergeten om boten met zijn eenheid mee te nemen. En wat deed luitenant-generaal Horrocks, en al zijn generaals en hun gehele staf? Hier in Nijmegen waren er honderden vrachtwagens, zelfs rode kruiswagens waren aangekomen, maar geen vrachtwagens met boten. Vergaten alle generaals de boten?

Voor Sosabowski was deze wetenschap uiterst bitter, aangezien hij nu begreep dat de grote verliezen die onze brigade leed tijdens onze oversteek te wijten was aan het ontbreken van boten, boten die het Britse landleger aan ons zou leveren. De achteloosheid van Horrocks en zijn generaals kon Sosabowski niet begrijpen. Hun onnadenkendheid gaf de Duitsers de kans om hun vuur te concentreren op het kleine aantal boten dat wij van de 43e Wessex Divisie hadden ontvangen.
De hele gang van zaken verontrustte mij bijzonder. Generaal Horrocks was een hechte vriend van generaal Browning. Bovendien realiseerde ik me dat de generaals van het 30e Legerkorps niet zullen vergeten dat op de conferentie van Valburg Sosabowski hun tegenzin om een grotere inspanning te leveren om de 1st Airborne Divisie te hulp te komen aan de kaak stelde. Ik wist dat generaal Sosabowski zijn laatste vriend onder het Britse generaals had verloren, niemand zou het nog voor hem opnemen. Ik kende de Britse mentaliteit en ik achtte het noodzakelijk om generaal Sosabowski te waarschuwen voor de consequenties die zeker zouden komen. Misschien deed ik het in te directe bewoordingen. De voorbije dagen hadden veel van ons allemaal geëist. Generaal Sosabowski, die wist dat hij het bij het rechte eind had en correct was opgetreden, die wist dat hij geen fouten had begaan, reageerde alsof ik buiten mijn boekje ging. Hij was zeer verontwaardigd over mijn openhartige waarschuwing. Sinds die dag riep hij me niet meer bij zich.

## De gevolgen voor Sosabowski
Op verzoek van de Britten heeft de Poolse president Władysław Raczkiewicz op 9 december 1944 het bevel over de 1e Poolse Onafhankelijke Parachutisten Brigade aan generaal Sosabowski ontnomen. Een brigade die Sosabowski had gevormd en opgeleid met als doel de strijd voor Polen op Pools grondgebied en waarover hij het bevel had gevoerd in de strijd om Arnhem. De grote tragiek is dat de brigade vocht voor de bevrijding van Nederland terwijl in dezelfde periode in Warschau de Poolse opstandelingen die voor de bevrijding van hun land vochten door de Duitsers werden afgeslacht. De Opstand van Warschau duurde van 1 augustus 1944 tot 2 oktober 1944.